# Nischnjaja Poima
Nischnjaja Poima (russisch Ни́жняя По́йма) ist eine Siedlung städtischen Typs in der Region Krasnojarsk in Russland mit 9000 Einwohnern (Stand 14. Oktober 2010).

## Geographie
Der Ort liegt etwa 270 km Luftlinie östlich des Regionsverwaltungszentrums Krasnojarsk unweit der Grenze zur Oblast Irkutsk am Flüsschen Reschoty, das gut 15 km nördlich von rechts in den Birjussa-Zufluss Poima mündet.
Nischnjaja Poima gehört zum Rajon Nischneingaschski, befindet sich gut 40 km östlich von dessen Verwaltungssitz Nischni Ingasch und ist Sitz der Stadtgemeinde (gorodskoje posselenije) Possjolok Nischnjaja Poima, zu der außerdem die Siedlungen Kljutschi (11 km südöstlich) und Kurdojaki (9 km südsüdöstlich) gehören.

## Geschichte
Ein Dorf namens Reschetinskaja unweit der heutigen Siedlung wurde erstmals 1827 erwähnt. Einige Bedeutung erlangte der Ort erst mit der Vorbeiführung der Transsibirischen Eisenbahn Ende des 19. Jahrhunderts und Errichtung der dortigen Bahnstation Reschoty, wie der Ort mittlerweile bezeichnet wurde.
Ende der 1930er-Jahre wurde Reschoty zu einem der Hauptstandorte des Krasnojarsker Besserungsarbeitslagers (KrasLag) in System des Gulag. Im Lager waren bis zu 31.000 Inhaftierte gleichzeitig vorrangig mit der Holzgewinnung und -verarbeitung beschäftigt; zu diesem Zweck wurde von der Station eine Bahnstrecke in nördlicher Richtung mit einer Vielzahl anschließender Waldbahnen errichtet. Nördlich des Bahnhofs entstand eine neue Siedlung namens Nischnjaja Poima, wörtlich „Untere Flussaue“ in Bezug auf die Lage. Im Juli 1949 wurde auch die Lagerverwaltung von Kansk nach Reschoty, wie der Ort offiziell noch hieß, verlegt. Am 28. März 1951 wurde dem Ort der Status einer Siedlung städtischen Typs verliehen, nun als Nischnjaja Poima nach dem mittlerweile bedeutendsten Ortsteil.
In den 1950er-Jahren hatte die Siedlung die Einwohnerzahl einer Mittelstadt, aber infolge der Schließung der meisten Lagereinrichtungen Anfang der 1960er-Jahre und die verminderte Bedeutung der Holzwirtschaft in dem Gebiet ging sie bis in die 1970er-Jahre stark zurück. Seither setzt sich der Bevölkerungsschwund auf niedrigerem Niveau fort.  

### Bevölkerungsentwicklung
| Jahr | Einwohner |
| ---- | --------- |
| 1959 | 32.021    |
| 1970 | 17.075    |
| 1979 | 11.456    |
| 1989 | 9.844     |
| 2002 | 9.711     |
| 2010 | 9.000     |

Anmerkung: Volkszählungsdaten

## Verkehr
In Nischnjaja Poima befindet sich die nach dem Fluss benannte Station Reschoty bei Streckenkilometer 4452 (ab Moskau) der Transsibirischen Eisenbahn. Dort zweigt in nördlicher Richtung eine 1977 fertiggestellte, 259 km lange Nebenstrecke zur Station Karabula bei der Siedlung Tajoschny ab; deren Weiterführung bis zum Dorf Jarki bei Bogutschany an der Angara ist seit 2009 in Bau (Stand 2018).
Südlich wird Nischnjaja Poima von der föderalen Fernstraße R255 Sibir Nowosibirsk – Irkutsk als Teil der transkontinentalen Straßenverbindung umgangen. Bis zur Fertigstellung der Umgehung 2014 verlief die Trasse durch die Siedlung.